# Дурнівка

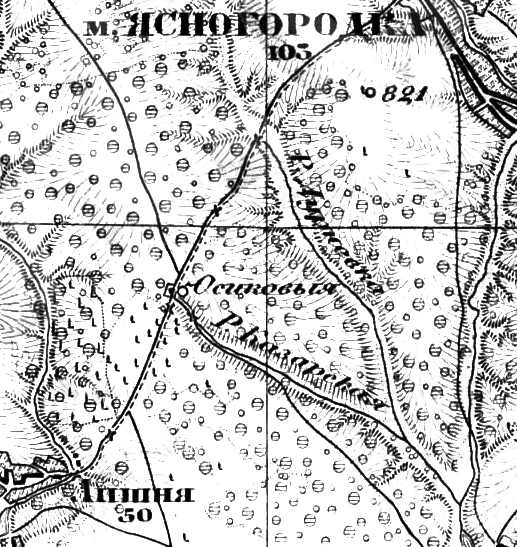
Річки Дурнівка і Козарська на карті Шуберта, 1868 рік

Дурнівка — струмок, ліва притока річки Козарська, що протікає територією Макарівського району Київської області.
Перша згадка про села Дурнів й Козарове датується 1636 роком: «Підданих своїх білогородських Корецькі теж наслали на урочище Калиновий Кущ, а від Калинового Куща до села Дурнева. А від Дурнева пішли аж до села Козарова, до самої межі і ґрунту, який розділяє володіння пана Филона Богушевича новоселицькі і бишівські». Обидва села зникли ще в XVII столітті, на згадку про них лишилися урочища Дурнівка та Козарове та однойменні річечки.
Річка Дурнівка зафіксована як притока Ірпеня в І. Фундуклея, а також позначена на карті Шуберта.